# Mala Gorana
Mala Gorana este un sat din comuna Bar, Muntenegru. Conform datelor de la recensământul din 2003, localitatea are 137 de locuitori (la recensământul din 1991 erau 177 de locuitori).

## Demografie
În satul Mala Gorana locuiesc 112 persoane adulte, iar vârsta medie a populației este de 42,5 de ani (42,3 la bărbați și 42,7 la femei). În localitate sunt 36 de gospodării, iar numărul mediu de membri în gospodărie este de 3,81.
|  |

| Demografie | Demografie | Demografie |
| An         | Locuitori  | Locuitori  |
| ---------- | ---------- | ---------- |
|            |            |            |
|            |            |            |
|            |            |            |
|            |            |            |
| 1948       | 165        |            |
| 1953       | 158        |            |
| 1961       | 167        |            |
| 1971       | 191        |            |
| 1981       | 170        |            |
| 1991       | 177        | 160        |
| 2003       | 160        | 137        |

| \| Componența etnică conform recensământului din 2003[2] \| Componența etnică conform recensământului din 2003[2] \| Componența etnică conform recensământului din 2003[2] \| Componența etnică conform recensământului din 2003[2] \| Componența etnică conform recensământului din 2003[2] \| \| ----------------------------------------------------- \| ----------------------------------------------------- \| ----------------------------------------------------- \| ----------------------------------------------------- \| ----------------------------------------------------- \| \| \| \| \| \| \| \| Muntenegreni \| Muntenegreni \| \| 113 \| 82,48% \| \| Musulmani \| Musulmani \| \| 12 \| 8,75% \| \| Albanezi \| Albanezi \| \| 2 \| 1,45% \| \| necunoscută \| necunoscută \| \| 10 \| 7,29% \| |              |  |     |        |
| Componența etnică conform recensământului din 2003 |              |  |     |        |
| |              |  |     |        |
| Muntenegreni | Muntenegreni |  | 113 | 82,48% |
| Musulmani | Musulmani    |  | 12  | 8,75%  |
| Albanezi | Albanezi     |  | 2   | 1,45%  |
| necunoscută | necunoscută  |  | 10  | 7,29%  |